# Racine (ligne verte du métro de Chicago)
Pour les articles homonymes, voir Racine.
Ne doit pas être confondu avec Racine (ligne bleue du métro de Chicago).
Racine  est une ancienne station aérienne de la ligne verte sur la Englewood Branch du métro de Chicago.
La station est fermée depuis 1994.

## Histoire
La station fut créée sur base des dessins de l’architecte Earl Nielson en 1906 sur le réseau de la  South Side Rapid Transit dans le cadre de la construction de la Englewood Branch. Elle fut inaugurée le 25 février 1907 sous le nom de Center Avenue
La Chicago Transit Authority (CTA) ferma la station le 9 janvier 1994, comme le reste de la ligne verte afin de la rénover entièrement mais celle-ci ne rouvrit jamais. 
Elle est aujourd'hui toujours visible sur le réseau et vu sa proximité avec le dépôt, sert de point de rendez-vous aux chauffeurs qui terminent ou entament leur service.

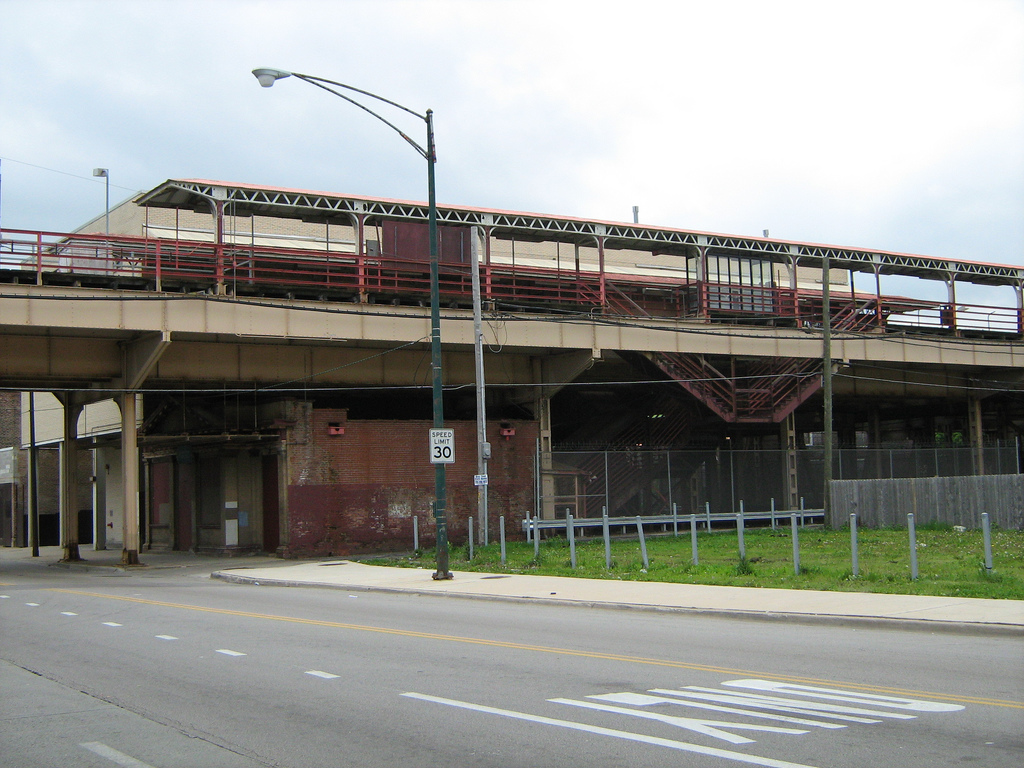
La station fermée.